# 馬蘭比吉河
馬蘭比吉河，或译马兰比季河，是墨累河於墨累-達令流域的主要支流，是澳洲第二長的河流。它始於胡椒山（Peppercorn Hill）山腳，以西北偏西的方向流向墨累河，流經新南威爾士州和澳洲首都領地，下降1,500（4,900英尺），全長1,485（923英里），在邊界彎跟墨累河合流。